# Rolf Fongué

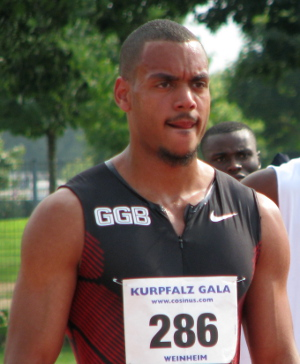
Rolf Fongué 2012 in Weinheim

Rolf Malcolm Fongué (* 25. November 1987) ist ein Schweizer Leichtathlet, spezialisiert auf den Sprint.
Fongué begann mit neun Jahren mit der Leichtathletik. 2006 wurde er zusammen mit Reto Amaru Schenkel ins Förderprojekt World Class Potentials des Schweizerischen Leichtathletik-Verbands aufgenommen. Seine Zeit von 10,47 s über 100 Meter brachte ihn auf Platz zehn der europäischen Juniorenbestenliste 2006.
Die darauf folgenden Jahre wurde er durch Verletzungen zurückgeworfen, bevor er sich 2010 an den Schweizer Hallenmeisterschaften im 60-Meter-Lauf für die Hallenweltmeisterschaften in Doha qualifizieren konnte. Dort schied er wegen eines Fehlstarts im Vorlauf aus. Im Juli des gleichen Jahres konnte er im 100-Meter-Lauf seinen ersten Titel bei den Aktiven feiern. Bei den Europameisterschaften 2012 in Helsinki erreichte er den Halbfinal.
Fongué startet für den LC Zürich, sein Trainer ist Dieter Baumgartner. Im Winter 2007/2008 schloss er sich einer Trainingsgruppe in Jamaika um Glenn Mills, Coach von Weltrekordhalter Usain Bolt, an.
Fongué ist der Sohn eines Kameruners und einer Schweizerin. Seit dem Abschluss seiner Lehre zum Sportartikelverkäufer konzentriert sich Fongué voll auf den Sport, nebenher arbeitet er als Fitnessinstruktor. Er wohnt in Dietikon. Sein Bruder ist der Basketballspieler Eric Fongué.

## Erfolge
- 2006: 21. Rang Leichtathletik-Juniorenweltmeisterschaften 100-Meter-Lauf; 3. Rang Schweizer Meisterschaften 100-Meter-Lauf; 3. Rang Schweizer Hallenmeisterschaften 60-Meter-Lauf; Schweizer Juniorenmeister 100-Meter-Lauf
- 2007: Schweizer U23-Meister 100-Meter-Lauf
- 2010: Schweizer Meister 100-Meter-Lauf; 2. Rang Schweizer Hallenmeisterschaften 60-Meter-Lauf
- 2011: Schweizer Meister 100-Meter-Lauf; 3. Rang Schweizer Hallenmeisterschaften 60-Meter-Lauf

## Persönliche Bestleistungen
- 100-Meter-Lauf: 10,25 s, 17. Juni 2012 in Bulle
- 200-Meter-Lauf: 21,75 s, 18. Juni 2006 in Aichach, Deutschland
- 60-Meter-Lauf (Halle): 6,68 s, 20. Februar 2010 in Magglingen